# Brauerei Reichenbrand
Die Brauerei Reichenbrand GmbH & Co. KG ist eine Bierbrauerei im Chemnitzer Stadtteil Reichenbrand.

## Geschichte

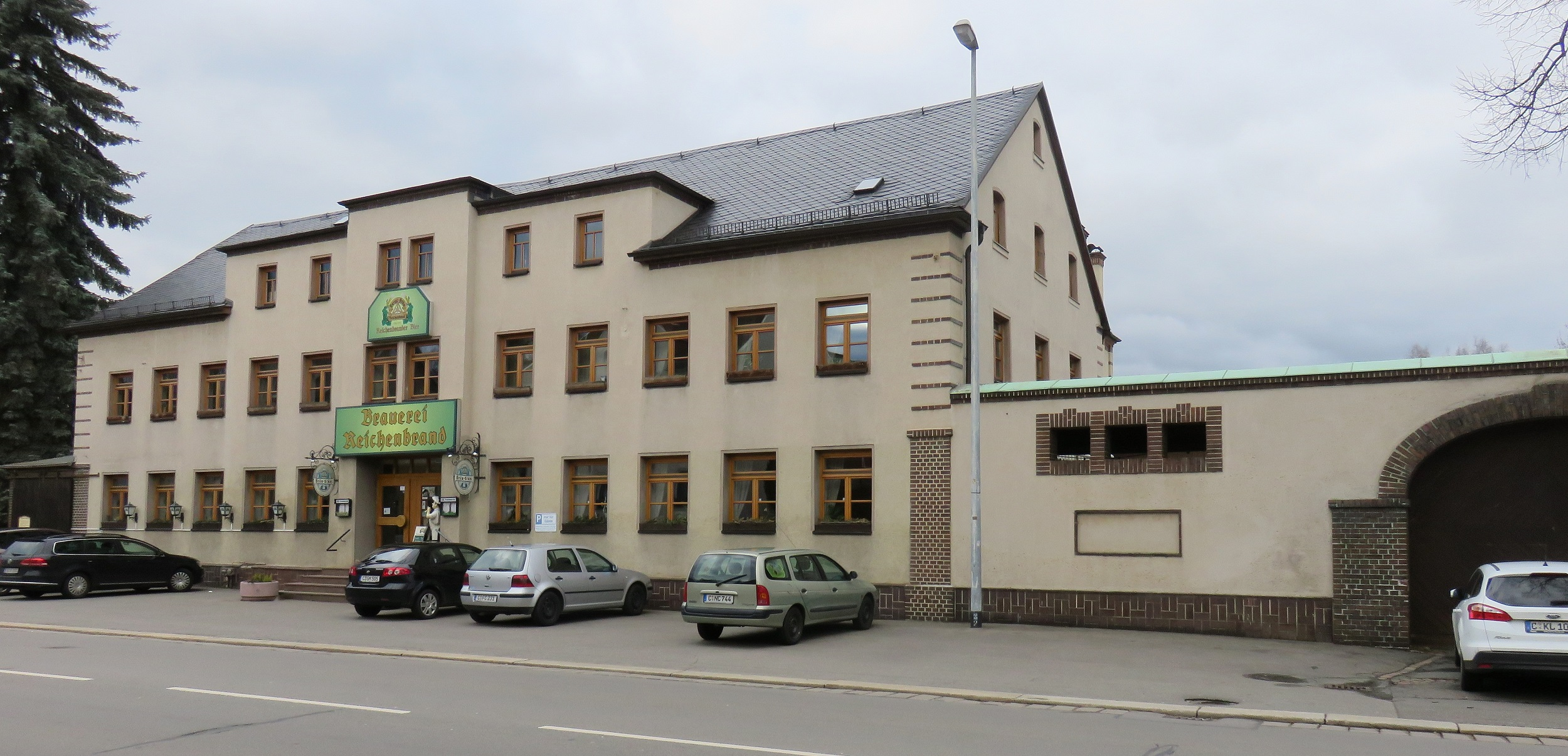
Brauerei Reichenbrand

Die Brauerei wurde 1874 von Karl-Friedrich Hofmann erbaut, 1895 übernahm nach dessen Konkurs Gustav Oswald Bergt die Brauerei. Ab 1910 firmierte die Brauerei unter Brauerei Gebr. Bergt, nach dem Zweiten Weltkrieg bis etwa 1965 als Brauerei Oswald Bergt Reichenbrand, aber auch Bergt Siegmar-Schönau und Bergt Karl-Marx-Stadt.
1969 erfolgte eine staatliche Beteiligung an der Brauerei Reichenbrand. Im Januar 1972 wurde die Brauerei schließlich verstaatlicht. Anfang der 1970er Jahre wurde auch die Faßbierabfüllung eingestellt. Am 1. Januar 1980 wurde die Brauerei als Betriebsteil dem VEB Getränkekombinat Braustolz Karl-Marx-Stadt unterstellt.
Nach der Wende wurde die Brauerei Reichenbrand am 1. April 1990 wieder reprivatisiert und die Brauerei Anfang der 1990er Jahre umfassend modernisiert.

## Produkte
- Reichenbrander Bockbier
- Reichenbrander Classic Pilsener
- Reichenbrander Kellerbier
- Reichenbrander Premium
- Reichenbrander Unser Helles
- Reichenbrander Dunkelbier
- Reichenbrander Weizenbier
- Reichenbrander Red Ale anno 1874

## Sonstiges
Die Brauerei ist Mitglied im Brauring, einer Kooperationsgesellschaft privater Brauereien aus Deutschland, Österreich und der Schweiz.